# Psalm 112
Psalm 112 – jeden z psalmów mądrościowych zgromadzonych w biblijnej Księdze Psalmów. 
Jego numer przyjęty został za Biblią hebrajską; Septuaginta i Wulgata nadają mu numer 111.

## Gatunek literacki i okoliczności powstania
Psalm 112, należy do utworów mądrościowych. Utwór ma charakter psalmu alfabetycznego, a pod względem struktury i słownictwa przypomina poprzedzający go Psalm 111, przy czym tamten wychwala dzieła Boga, a ten ludzi, którzy się Boga boją. Utwór łączony jest z uroczystościami dziękczynnymi, zdaniem Stanisława Łacha jest on pozdrowieniem osób, które przychodziły dziękować.
Psalm powstał w późniejszym okresie po niewoli.

## Treść i teologia
Pod względem treści utwór rozwija cechy ludzi szczęśliwych opisanych w Psalmie 1. Podobnie jak Psalm 128, ten zaczyna się od formuły gratulacyjnej:
Alleluja. 
Szczęśliwy mąż, który się boi Jahwe 
i który ma wielkie upodobanie w Jego przykazaniach
Następne wiersze (2–4) zawierają obietnice dla człowieka sprawiedliwego - pomyślność i dobra ziemskie. Wiersze 5–9 to opis życia człowieka sprawiedliwego, który m.in. udziela pożyczek  nie żądając procentów i nie oszukując. 
Psalm zawiera trzy rady: zaufać Bogu, umiłować jego przykazania oraz darzyć miłością ubogich. Ludziom sprawiedliwym przeciwstawiani są w ostatnim wierszu psalmu grzesznicy, którzy "zgrzytają zębami".
Psalm 112 kreśli obraz życia religijnego, w którym zapłatą Bożą za dobre życie jest ziemska pomyślność. U chrześcijan Nowy Testament poszerzył perspektywę na życie wieczne, zaś "światło w ciemności" (Ps 112,4) utożsamiane jest z Jezusem